# Himascelis brunneus
Himascelis brunneus is een keversoort uit de familie harige schimmelkevers (Cryptophagidae). De wetenschappelijke naam van de soort werd in 1978 gepubliceerd door Tapan Sen Gupta.